# Linköpings Akademiska Orkester
Linköpings Akademiska Orkester, LAO, är en symfoniorkester vid Linköpings universitet. 
Orkestern bildades 1993 som en 20-poängskurs i orkesterspel vid universitetet. Kursmodellen var den första i sitt slag i landet. Orkestern erbjuder studenter, anställda och andra att spela symfonisk musik på en avancerad nivå. Den framträder regelbundet med egna produktioner och samverkar ofta med universitetets körliv. Den framträder också vid universitetets doktorspromotioner och professorsinstallationer.

## Kapellmästare
- 2009- Merete Ellegaard
- 2003-2008 Torbjörn Köhl
- 1996-2003 Jonas Dominique
- 1993-1996 Per Borin